# Řehoř Krajčí
Řehoř Krajčí, Grzegorz z Pragi (ur. ok. 1420, zm. 12 sierpnia 1474 w Brandýsie nad Orlicí) – husycki pisarz, kaznodzieja i reformator religijny.

## Życiorys
Řehoř Krajčí wywodził się z drobnego rycerstwa czeskiego. Był siostrzeńcem Jana z Rokycan. 
Mnich benedyktyński, w latach 1448–1458 pełnił funkcję przełożonego klasztoru Emaus w Pradze. Początkowo utożsamiał się z hasłami utrakwistów, z czasem stał się jednak sympatykiem myśli i idei Piotra Chelczyckiego. 
W 1457 r. za zgodą Jana Rokycany utworzył w Kunvaldzie pod Žamberkiem świecką wspólnotę religijną Bractwo Ewangelii Chrystusa, której członkowie realizowali utopijny program życia na wzór pierwszych chrześcijan. Ruch ten za sprawą działalności misyjnej i pisarskiej Krajčego zaczął w bardzo szybkim tempie zdobywać nowych sympatyków wśród husytów i przekształcił się w organizację o charakterze eklezjalnym.
W latach 1461–1463 za głoszenie radykalnych poglądów Krajčí na skutek reakcji Jana Rokycany i Jerzego z Podiebradów znalazł się w więzieniu. Po ucieczce z niego zaczął coraz krytyczniej odnosić się do Kościoła utrakwistycznego i utrzymywania przez husytów unii ze Stolicą Apostolską. W 1467 r. pod wpływem głosów części swoich współbraci zorganizował synod separatystyczny w Lhotce, na którym została założona Jednota Braci Czeskich. 
W latach 1467–1474 był duchowym liderem i autorytetem pierwszych braci czeskich. 

## Traktaty Řehořa Krajčego
- Spis o dobrých a zlých knězích
- Traktát o církvi svaté
- O dvojím díle